# Johann Paul Schulthesius
Johann Paul Schulthesius (* 14. September 1748 in Fechheim; † 18. April 1816 in Livorno) war ein deutscher Theologe, Komponist und Pianist, der einen großen Teil seines Lebens in Italien verbrachte.
Seine Eltern waren Johann Nicolaus, Lehrer und Organist in Fechheim (damals Herzogtum Sachsen-Coburg) und Maria Elisabetha Schulthesius, gebürtige Hanff. Ab 1764 besuchte er in Coburg das Gymnasium Casimirianum. Schulthesius schloss im Alter von 25 Jahren das Theologiestudium an der Universität Erlangen ab. Dort hatte er Orgelunterricht bei Johann Balthasar Kehl. Im Jahr 1773 zog er als Prediger nach Livorno (damals Großherzogtum Toskana), wo er lutherischer Pfarrer der evangelischen Kirche in der Stadt, bekannt als die Holländisch-Deutsche Kongregation, wurde.
Sein Kommen bedeutete einen Eckpunkt in der sich entwickelnden religiösen Toleranz des Zeitalters der Aufklärung. Tatsächlich konnten die Protestanten in Livorno nach Überwindung des Widerstandes der katholischen Seite eine Kapelle verwirklichen, in der sie ihren eigenen Gottesdienst feiern konnten. Jedoch wurden sie vermutlich durch Gegensätze innerhalb der Gemeinde daran gehindert, einen eigenen Theologen bis zur Ankunft von J. P. Schulthesius zu berufen. Inzwischen wird er als der erste Pastor der Holländisch-Deutschen Kongregation angesehen. Seine Traueransprachen, vom Deutschen ins Italienische übersetzt, stellen die ersten evangelischen Schriften in Italien nach der Gegenreformation dar.
Er war Pastor der Gemeinde in Livorno für über 40 Jahre, wie sein Amtsbruder Thomas Hall in der anglikanischen Gemeinde in Livorno. Mit seiner Anleitung beeinflusste er wichtige Persönlichkeiten des Zeitalters, wie den Pädagogen Enrico Mayer.
Schulthesius war zudem Komponist und Musiker. 1782 spielte er vor den Herrschern von Parma und der Toskana, 1807 wurde er ständiger Sekretär der schönen Künste in der Akademie der Wissenschaften zu Livorno Accademia Italiana di Scienze, Lettere e Arti. In diesem Zusammenhang veröffentlichte er den Aufsatz „Sulla Musica di Chiesa“ („Über die Kirchenmusik“) und unterhielt einen regen Briefwechsel mit Ugo Foscolo. Schulthesius war mit Johann Nikolaus Forkel befreundet und widmete diesem sieben Variationen für Klavier.
Nach seinem Tod wurde er im sogenannten Giardino degli Olandesi (Garten der Holländer) in Livorno, spätere Via Garibaldi beigesetzt. Nach der Errichtung des Friedhofes der Holländisch-Deutschen Kongregation in Via Mastacchi und der Auflassung des alten Friedhofes wurden seine sterblichen Überreste in den neuen Friedhof überführt.

## Werke (Musik)
- Drei Sonaten für Cembalo oder Pianoforte,  op. 1, Livorno 1780
- Sonate, op. 2, Livorno 1784
- Zwei Quartette für Pianoforte, op. 3, London 1785
- Acht leichte Variationen, op. 4, Livorno 1787
- Allegretto mit 12 Variationen für Klavier, op. 5, Basel  1792
- Allegretto mit 12 Variationen, op. 6, Augsburg (?)
- Andantino grazioso, Variation nach Mr. Pleyel, op. 7, Augsburg 1797
- Andantino mit acht Variationen, op. 8, Basel
- Sieben Variationen für Pianoforte, J.N.Forkel  gewidmet, op. 9, Augsburg 1801
- Variationen, op. 10, Leipzig
- Zwölf neue Variationen über Air von Marlborough, op. 11
- “Riconcilazione fra due Amici”, op. 12, Augsburg 1803
- “Variazioni sentimentali sopra tema originale”, op. 15, Leipzig 1812
- Acht Variationen für Pianoforte, op. 14 Livorno
- Zehn Variationen über ein Thema, op. 16, Leipzig
- Neun Variationen über ein Thema und Rondo, op. 17, Leipzig 1814
- Sonate („sonata caratteristica“), op. 18, Leipzig 1816
- Schrift “La Musica di Chiesa”, Livorno 1810 bei  Masi e Co.